# Галес
Галес (Галез) — персонаж античной мифологии Прибыл в Италию из Греции. Его имя носит земля фалисков. Сын Агамемнона или его спутник, основатель Фалерии и прародитель фалисков, либо сын Посейдона и основатель династии города Вейи. Сын прорицателя. Друг Агамемнона (возница Агамемнона под Троей), вождь осков и аврунков. Италийский герой. Во время войны, описанной в «Энеиде», убил 4 воинов, но убит Паллантом.